# Panurginus herzi
Panurginus herzi là một loài Hymenoptera trong họ Andrenidae. Loài này được Morawitz mô tả khoa học năm 1892.